# Chus Liberata
Chus Liberata, de origen navarro (España) es el alias de Jesús Arnedo, DJ, labor que compagina con su trabajo como productor y como promotor de las fiestas Mondo Paradiso.

## Biografía
Chus Liberata comenzó poniendo discos en algunos clubs de su ciudad, Pamplona, en 1989. Desde 1991 y durante 15 años fue residente del Club Liberata. A día de hoy es el propietario de dicho club.
Chus Liberata ha viajado a través de España, Francia, Polonia, Holanda y Brasil ofreciendo su música con DJs como Marco V, Eddie Halliwell, Fred Baker, Randy Katana, Johan Gielen, Sander Van Doorn, Carl Cox, Tiësto entre muchos otros.
En España se ha centrado en el proyecto Mondo Paradiso, una promotora de fiestas con la que busca llevar al Norte de España la mejor música  de mano de los mejores DJs nacionales e internacionales. A través de ella se ha podido ver a DJs como Carl Cox, 4 Strings, Dave 202, Deán, Eddie Halliwell, Fred Baker, Johan Gielen, Mac Zimms, Marcel Woods, Marco V, Tiddey, etc.

## Discografía
MAXIS:
- 1994: FRENETIC SYSTEM VOL 1 “Duende Bongi, System,The melody” (Discoshop Valencia)
- 1994: DJ ROMMO “Tell me up” (Discoshop Valencia)
- 1995: FRENETIC SYSTEM VOL 2 “Pression , Divernetic” (Discoshop Valencia)
- 1996: FRENETIC SYSTEM VOL 3 , LIBERATA “Red conection” (Discoshop Valencia)
- 1996: DJ ROMMO “It's the time of music” (Discoshop Valencia)
- 1998: MULTISOUND “Zona limite” (Quality Madrid)
- 2000: MONDO PARADISO VOL 1 “Mondo séquence , Sound dance” (New recods)
- 2002: LIBERATA “Wellcome , Roulette” (Bit music)
- 2002: FRENETIC SYSTEM VOL 4 (TDL Records)
- 2002: U.R.T.A (TDL Records)
- 2002: MONDO PARADISO VOL 2 ( Tdl records)
- 2003: POWER X (TDL Records)
- 2004: CARLOS INC DEEP,” Beat snare, Deep Deep” (TDL Records)
- 2004: JAVITRON & DANI DJ TWO FRIENDS. “The last melody , Tribal base” (TDL Records)
- 2004: GASTON ZANY & DL ALEX EVO.2. “ Another day , Barrio de pipas” (TDL Records)
- 2005: MIKE & BIGGER FIRST CONTACT “ Illusion , take off ”(TDL Records)
- 2005: SOUND “ The History of Sound , Sound life ” (Addicted music)
- 2006: FUSSION MONDO PARADISO & ENERGY
- 2006: AMAZING REMIX JOHN VAN DONGEN (HOLANDA)
- 2006: GARY DF " Storyline,Big fly " (MONDO PARADISO records)
- 2006: MONDO VOL 2 " rmx logic machine "MIDOR & "SIX4EIGHT y RAY AKA TOM HAFMAN
- 2006: FLY IN THE SPACE REMIX SANDRO PERES (BRASIL)
- 2007: CROMATIC ONE, (Selecta Recordings)
- 2007: CROMATIC TWO, (Selecta Recordings)
- 2009: EXPLOSION - CHUS LIBERATA & FRED BAKER (FRACKTION RECORDS)
- 2009: MONDO PARADISO PART 3 (Captivate records, HOLANDA)
- 2009: BEDS CHUS LIBERATA feat TIFF LACEY (Fektive Records,HOLANDA)
- 2009: BEDS Remix CHUS LIBERATA feat TIFF LACEY (Fektive Records,HOLANDA)
- 2010: ROTOTTOM (soleado recordings)
- 2011: GET DOWN EVERYBODY (Essential Houserec)
- 2011: MONDO PARADISO feat SAMANTHA MOON “ The anthem 2011”(Soleado recordings)
- 2013: BE A STAR - CHUS LIBERATA feat BOBKOMYNS (Roster Music)
- 2013: TORNADO - MUSICAL MINDS (Looper Music HOLANDA)
- 2014: OZONE - MUSICAL MINDS  (Clipper´s Sounds).
- 2014: SANITY - MUSICAL MINDS (Clipper´s Sounds).
- 2014: BRING ME TO EUPHORIA: Dr. Bone ft. Ivan Alcántara & WeezsimS (Club33music).
- 2015: DROID - CHUS LIBERATA & MIGUELO - NORTH TALENTS ALBUM 1.0 compilation (Soleado recordings)
- 2018: DROID - CHUS LIBERATA & MIGUELO ( Deemax records)
- 2019: MY EARTH - CHUS LIBERATA & MIGUELO ( Deemax records)
- 2019: OTHERS - QVEX ( Deemax records)
- 2019: BINAMIX REMIX - JUSH VEGA & MIGUELO ( Deemax records)
- 2019: BINAMIX REMIX - CHUS LIBERATA ( Deemax records)
- 2020: DISCOVER - QVEX ( Deemax records)
- 2020: THE MOMENT - CHUS LIBERATA
- 2022: HEY HEY REMIX - CHUS LIBERATA
- 2022: HEY HEY REMIX - QVEX
- 2025 AH AH REMIX - CHUS LIBERATA
- 2025 AH AH ATTACK - CHUS LIBERATA

COMPILACIONES:
- GENERATION DJS VOL 1 (New Records), 2001.
- UNTED DEEJAYS (MD Records), 2002.
- MONDO PARADISO (Dreams Corporation), 2003.

PREMIOS:
- 2000: DEEJAY REVELACION NACIONAL - PREMIOS REVISTA DEEJAY.
- 2003: DEEJAY DEL AÑO "NSD" - PREMIOS NORTHERN SOUND DANCE.
- 2003: MEJOR SELLO TRANCE TDL records - PREMIOS DJ ONERS.
- 2003: MEJOR PROMOTOR "NSD" - PREMIOS NORTHERN SOUND DANCE.
- 2005: MEJOR PROMOTOR "NSD" - PREMIOS NORTHERN SOUND DANCE.